# Margo van de Merwe
Margo van de Merwe is een Nederlands marathonschaatsster, langebaanschaatsster en inline-skater. 
In 2009 en 2011 nam zij deel aan de NK marathon op natuurijs.
Ook reed zij in 2009 en 2011 op de Europese kampioenschappen inline-skaten
In 2014 en 2017 startte Van Merwe op de NK Afstanden op het onderdeel massastart.

## Records

### Persoonlijke records[2]
| Afstand    | Tijd    | Datum           | Baan       |
| ---------- | ------- | --------------- | ---------- |
| 500 meter  | 43,68   | 18 maart 2007   | Heerenveen |
| 1000 meter | 1.27,35 | 15 januari 2007 | Heerenveen |
| 1500 meter | 2.13,91 | 6 januari 2007  | De Scheg   |
| 3000 meter | 4.41,64 | 6 januari 2007  | De Scheg   |